# Akpeteshie

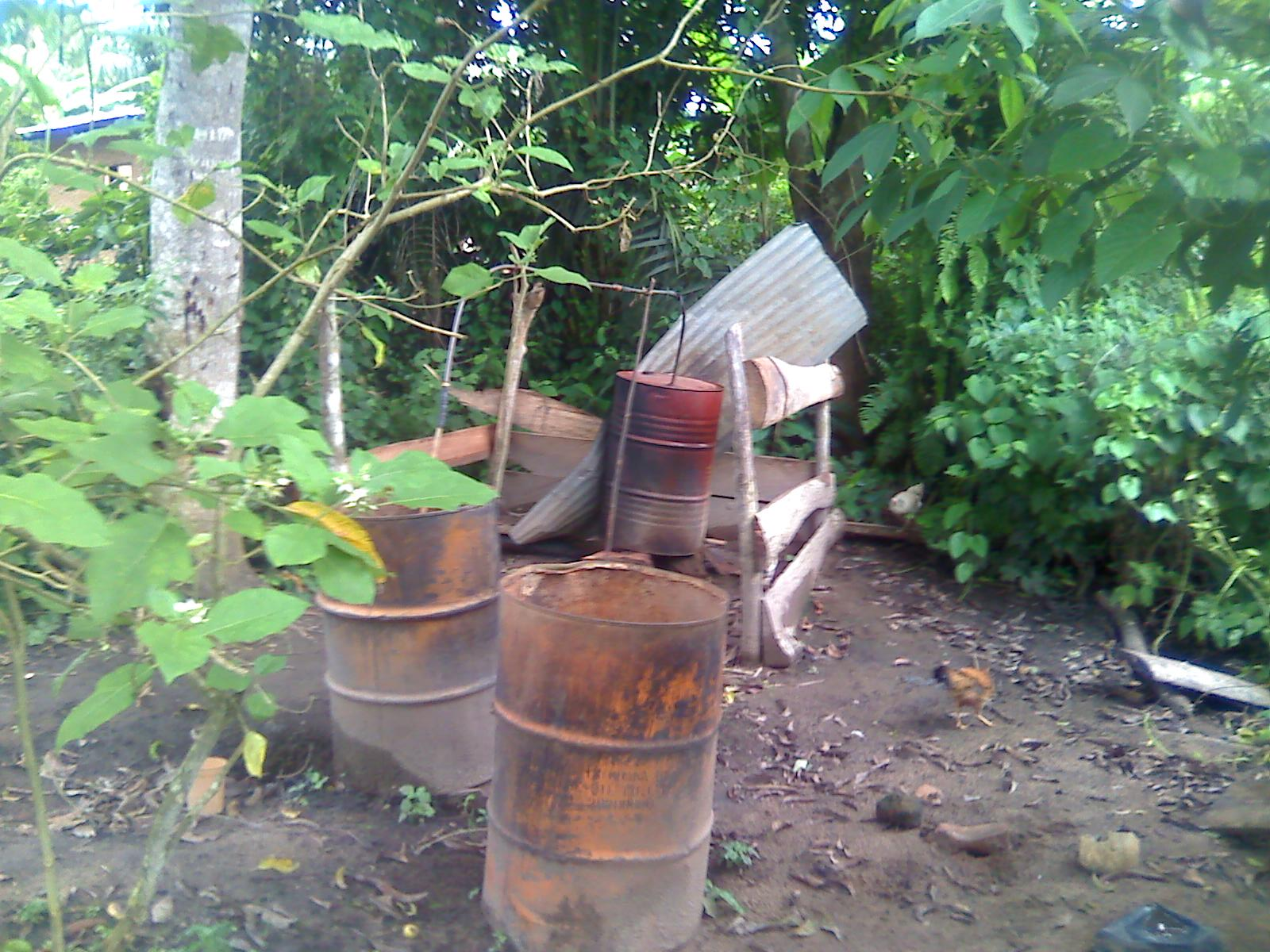
Distillation artisanale de l'akpeteshie.

L'akpeteshie est une aguardiente local au Ghana, qui est produit à partir de vin de palme fermenté ou de jus de sucre de canne fermenté. Il ne suffit normalement que de deux boîtes en métal pour le fabriquer (deux boîtes de quatre gallons de kérosène sont d'habitude utilisées pour cela). Le taux d'alcool standard de l'akpeteshie de nos jours est de 40 à 50 %.
En Côte d'Ivoire voisine, une préparation quasiment similaire est dénommée koutoukou. On l'appelle sodabi au Bénin et au Togo.